# ناپانا دیسانکگامدا
ناپانا دیسانکگامدا (به لاتین: Napana Disanekgammedda) یک منطقهٔ مسکونی در سری‌لانکا است که در استان مرکزی (سری‌لانکا) واقع شده‌است.